# توم براون (لاعب كرة قدم)
توم براون (بالإنجليزية: Tom Brown)‏ (26 أكتوبر 1919 في المملكة المتحدة - 1 مايو 2000) هو لاعب كرة قدم بريطاني (وحمل سابقاً جنسية المملكة المتحدة لبريطانيا العظمى وأيرلندا) في مركز حراسة المرمى. لعب مع إيبسويتش تاون وبري تاون.